# Ilha de Bjarnason
{{Info/Ilha
A ilha de Bjarnason é uma ilha de Nunavut, norte do Canadá, a nordeste da Ilha de Axel Heiberg. Não tem população permanente.